# Frontiers Records
Frontiers Records je italijanska glasbena založba, ki jo je ustanovil Serafino Perugino leta 1996 in ima sedež v Neaplju v Italiji.

## Zgodovina
Perugino je leta 1996 začel delovati v glasbeni industriji kot italijanski distributor klasičnega rocka, s čimer si je prislužil ugled, zato je še istega leta ustanovil lastno založbo.
Leta 1996 je bila torej ustanovljena založba. Založba je bila ustanovljena, da bi producirala produkte visoke kvalitete na sceni melodičnega rocka. Prva izdaja založbe je bil dvojni album v živo Never Say Goodbye britanske hard rock skupine Ten.
Založba Frontiers je kasneje sodelovala z znanimi glasbenimi izvajalci kot so Little River Band, Jeff Lynne, Winger, Styx, Toto, Yes, Joe Lynn Turner, Journey, Thunder, Survivor, Glenn Hughes, House of Lords, Crush 40, Def Leppard, Jeff Scott Soto, Whitesnake, Boston in  FM.
Založba Frontiers je decembra 2010 sklenila prodajno pogodbo z založbo EMI za ameriški in kanadski trg, ki je postala efektivna januarja 2011. Po tem, ko je Universal Music Group kupil EMI in Caroline je UMG company prevzela ameriško distribucijo. V nekaterih državah Universal Music distribuira izdaje medtem, ko v drugih delih sveta druge samostojne založbe distribuirajo izdaje založbe Frontiers Records.

## Izvajalci
- 7 Months
- Action
- Airrace
- Alan Parsons
- Alien
- Allen/Lande
- Ambition
- American Tears
- Andersen/Laine/Readman
- Asia
- Auras
- Avalon
- Bad Habit
- Bad Moon Rising
- Balance
- Bailey
- Beggars & Thieves
- Benedictum
- Beyond The Bridge
- Black 'n Blue
- Blackwood Creek
- Blanc Faces
- Bonrud
- Bowes & Morley
- Bob Catley
- Boston
- Bourgeois Pigs
- Brazen Abbot
- Brian Howe
- Bruce Kulick
- Cain's Offering
- Cinderella
- Circus Maximus
- The Codex
- Constancia
- Cosmo
- Crashdiet
- Crash The System
- Crazy Lixx
- Crown of Thorns
- Crush 40
- Danger Danger
- Daniele Liverani
- Danny Vaughn
- Dario Mollo / Tony Martin
- Dark Lunacy
- David Readman
- Def Leppard (EU)
- De La Cruz
- Diamond Dawn
- Dokken
- Eclipse
- Emerald Rain
- Empty Tremor
- Enuff Z'nuff
- Evil Masquerade
- Extreme
- False Memories
- Fair Warning
- First Signal
- FM
- Forty Deuce
- Frederiksen / Denander
- From the Inside (Danny Vaughn)
- Furyon
- Genius
- Gene The Werewolf
- Giant
- Girlschool
- Giuntini Project
- Glenn Hughes
- Great White
- Hardline
- Harem Scarem
- Hess
- Honeymoon Suite
- House of Lords
- Howard Leese
- Hurtsmile
- Impellitteri
- Issa
- Jack Blades
- Jaded Heart
- Jaime Kyle
- James Christian
- Jean Beauvoir
- Jeff Lynne
- Jeff Scott Soto (JSS)
- Jim Peterik
- Jimi Jamison
- Joe Lynn Turner
- John Elefante
- John Waite
- John West
- John Wetton
- Jorn
- Journey (EU)
- Keel
- Kelly Keagy
- Khymera
- King Kobra
- Kingdom Come
- Kip Winger
- Kiske/Somerville
- Lana Lane
- Lenna Kuurmaa
- Leverage
- Lionsheart
- Little River Band
- Los Angeles
- Lou Gramm Band (EU)
- Lunatica
- Lynch Mob
- The Magnificent
- Mastedon
- Mecca
- Meldrum
- The Mercury Train
- Michael Kiske
- Michael Sembello
- Michael Thompson Band
- Mike Tramp
- Millenium
- Mind Key
- The Mob
- Mollo Martin
- Mr. Big
- The Murder of My Sweet
- Nelson
- Night Ranger
- Norway
- Oliver Hartmann
- On the Rise
- Operation: Mindcrime
- Outloud
- Pathosray
- Philip Bardowell
- Pink Cream 69
- Place Vendome
- Places of Power
- Platens
- Player
- The Poodles
- Praying Mantis
- Pretty Maids
- Pride of Lions
- Primal Fear
- Prime Suspect
- Prime Time
- Rated X
- Revolution Saints
- Richard Marx
- Richie Kotzen
- Ring of Fire
- Robin Beck
- Royal Hunt
- Saint Deamon
- Scheepers
- Scorpions
- Sebastian Bach
- Seventh Key
- Seven Tears
- Shark Island
- Shooting Star
- Silent Rage
- Skin Tag
- Slav Simanic
- Sonic Station
- Soul Doctor
- Soul SirkUS
- Spin Gallery
- Spread Eagle
- Stan Bush
- Starbreaker
- Steve Lukather
- Strangeways
- Street Legal
- Stryper
- Styx
- Sweet & Lynch
- Sunstorm
- Survivor
- Tak Matsumoto Group
- Talisman
- Tall Stories
- Ted Nugent
- Ten
- Terra Nova
- Terry Brock
- Tesla
- Thunder
- Timo Tolkki
- Tommy Funderburk
- Tony Hartnell & The Mercury Train
- Tony O'Hora
- Toto
- Touch
- Treat
- Triumph
- Trillium
- Trixter
- The Trophy
- Tyketto
- Two Fires
- Unruly Child
- Uriah Heep
- Valentine
- Vanden Plas
- Vega
- Vertigo
- Vince Neil
- Vision Divine
- Vixen
- Voodoo Hill
- Warrant
- Wetton/Downes
- White Lion
- White Skull
- Whitesnake
- Wig Wam
- Winger
- Work of Art
- X-Drive
- Xorigin
- Y&T
- Yes
- Yoso
- Zion